# Steve Hillage

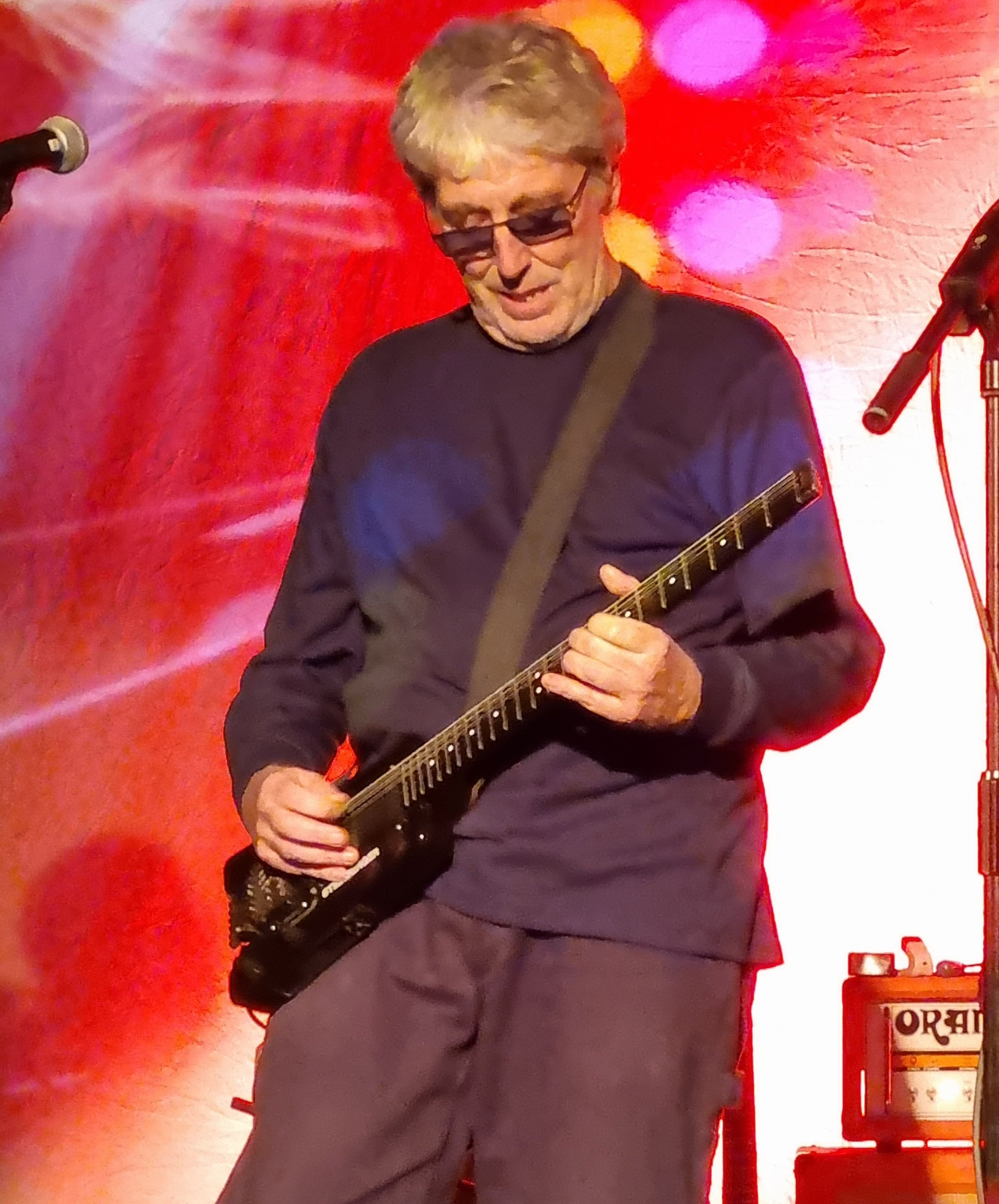
Steve Hillage en 2023

Steve Hillage (Londres, 2 de agosto de 1951) es un guitarrista de rock inglés, asociado con la escena de Canterbury, que participa en bandas como Gong, Uriel y Khan. 
Fue uno de los músicos elegidos para interpretar Tubular Bells, de Mike Oldfield, en la grabación especial que tuvo lugar el 30 de noviembre de 1973 para la BBC, contando con los mejores medios técnicos de la época y músicos de gran prestigio, resultando en una de las mejores interpretaciones de Tubular Bells.
En 2011 participó en la banda de rock System 7.

## Discografía
Álbumes en solitario
- 1975: Fish RisinG
- 1976: L
- 1977: Motivation Radio
- 1978: Green
- 1979: Live Herald
- 1979: Rainbow Dome Musick
- 1979: Open
- 1983: For To Next/And Not Or